# Vương Truyền Phúc
Vương Truyền Phúc (tiếng Trung: 王传福, sinh năm 1966) là một nhà hóa học, doanh nhân người Trung Quốc và là người sáng lập ra Công ty BYD, một nhà sản xuất ô tô và pin sạc.

## Cuộc sống ban đầu
Ông sinh ra tại huyên Vô Vi, tỉnh An Huy, trong một gia đình nông dân nghèo. Cha mẹ mất sớm khi ông học trung học. Sau khi học xong trung học, ông nghiên cứu hóa học tại Đại học Trung Nam ở Trường Sa, và học vị thạc sĩ tại Viện nghiên cứu Kim loại màu Bắc Kinh vào năm 1990.

## Sự nghiệp
Ông dành nhiều năm đóng góp cho chính phủ Trung Quốc như là một nhà nghiên cứu nhưng đến năm 1995, ông bước chân vào kinh doanh khi thành lập công ty cho riêng mình tại ngoại ô Thâm Quyến là công ty BYD. Ông cùng với một người anh em họ đã đưa BYD trở thành nhà sản xuất lớn nhất thế giới về pin cho điện thoại di động. Đầu năm 2009, ông có tài sản ròng là 3,4 tỷ USD, trở thành người giàu thứ 408 thế giới, theo báo cáo Hurun năm 2014. Vào cuối năm 2009, giá trị đã tăng lên 5,1 tỷ. Điều này phần lớn là do giá trị của công ty tăng gấp 5 lần sau khi Warren Buffett đã mua 225 triệu cổ phiếu mới của BYD trong năm 2008.